# Conde de Ephrussi
Conde de Ephrussi é um título nobiliárquico criado por D. Carlos I de Portugal, por Decreto de 13 de Janeiro de 1890, em favor de Michel Ephrussi, antes 1.° Visconde de Ephrussi.
Titulares
1. Michel Ephrussi, 1.° Visconde e 1.° Conde de Ephrussi.